# Nove Ložine
Nove Ložine este o localitate din comuna Kočevje, Slovenia, cu o populație de 48 de locuitori.